# تجار بنيان

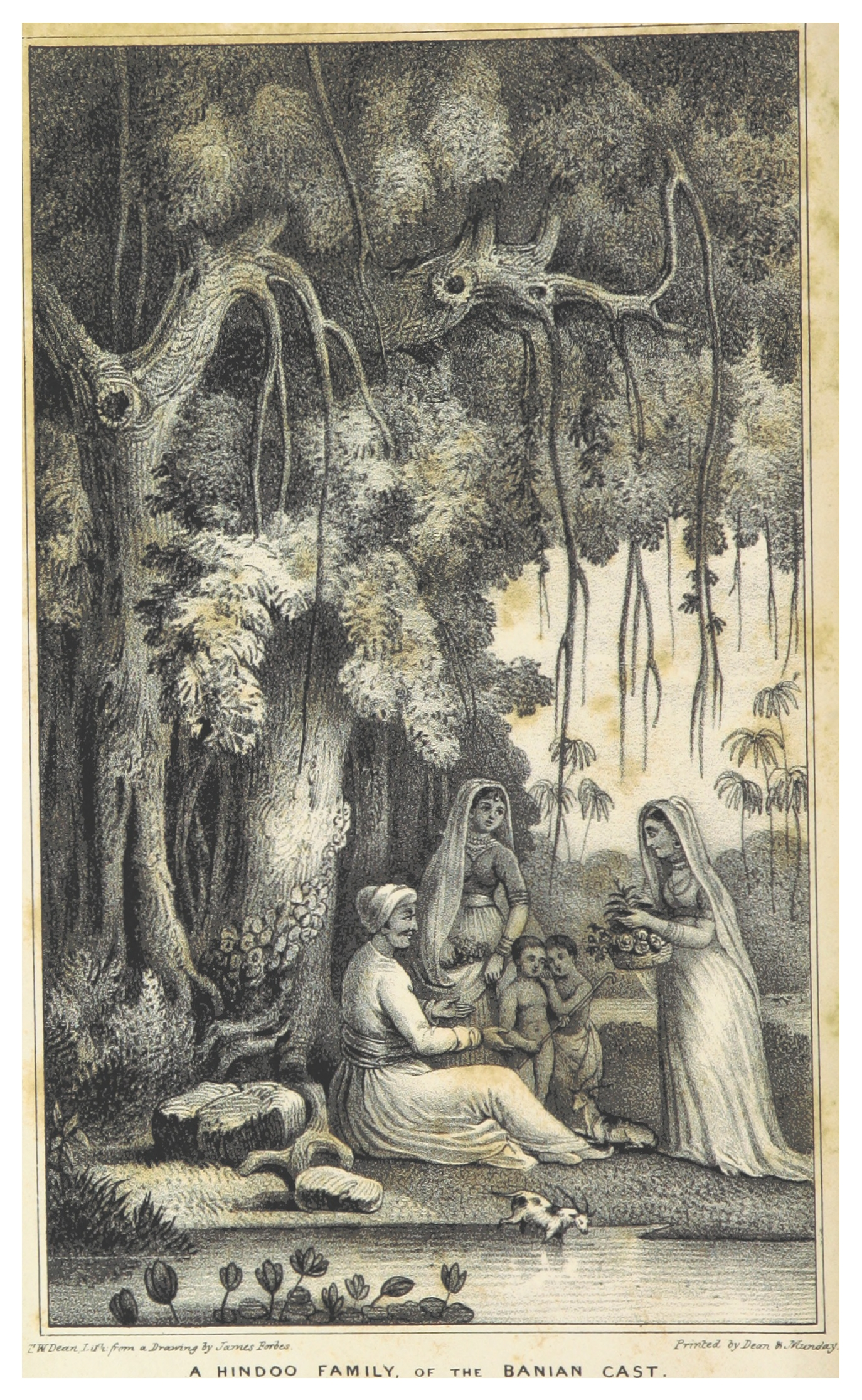

تجار بنيان (Banyan من الكلمة المأخوذة من اللغة البرتغالية banian والكلمة المأخوذة من اللغة العربية بنيان، banyān، والكلمة المأخوذة من لغة الجوجاراتي વાણિયો، vāṇiyo، والتي تعني «التجار».) هو مصطلح يستخدم بكثرة في التجارة في المحيط الهندي للإشارة إلى التجار الهنود المتميزين بشدة عن الآخرين، من خلال ملابسهم والخيارات الدينية والثقافية فيما يتعلق بالوجبات، وطريقة سلوكياتهم فيما يتعلق بالتجارة.